# Киселевский, Ян Август
Ян А́вгуст Киселе́вский (пол. Jan August Kisielewski; 8 февраля 1876, Жешув — 29 января 1918, Варшава) — польский драматург, театральный деятель, эссеист; брат писателя Зыгмунта Киселевского.

## Биография
Родился в семье учителя. Учился в гимназии в Жешуве, затем переехал в Тарнув. Год провёл в Вене, затем обосновался в Кракове. Вольнослушателем посещал Ягеллонский университет.
Дебютировал в качестве драматурга в 1899 году. После первых успехов безуспешно пытался завоевать театры Парижа, откуда вернулся в 1903 году. Основал сатирический журнал «Liberum Veto».
В 1906 году перебрался в Варшаву. Похоронен на кладбище Старые Повонзки в Варшаве.

## Творчество
Автор реалистических и символистских драм, а также эссе и очерков. Вместе с Рыделем, Выспяньским, Пшибышевским и Каспровичем создал в польской литературе модернизм. Его драматические произведения — «W sieci», «Karykatury», «Sonata cierpienia» — отличаются энергией стиля, живыми диалогами, знанием сценических условий, сильными характерами действующих лиц, не признающих никаких компромиссов.